# Once Were Warriors
Once Were Warriors (bra: O Amor e a Fúria; prt: A Alma dos Guerreiros) é um filme neozelandês de 1994, do gênero drama, dirigido por  Lee Tamahori, com roteiro de Riwia Brown baseado no romance homônimo de Alan Duff e música de Murray Grindlay e Murray McNabb.

## Sinopse
Na Nova Zelândia, uma família descendente de guerreiros maoris é destroçada por um pai violento e os problemas sociais de serem ilegalmente tratados.

## Elenco
- Rena Owen ....... Beth Heke
- Temuera Morrison ....... Jake Heke
- Mamaengaroa Kerr-Bell ....... Grace Heke
- Julian Arahanga ....... Nig Heke
- Taungaroa Emile ....... Boogie Heke
- Rachael Morris Jr. ....... Polly Heke
- Joseph Kairau ....... Huata Heke
- Cliff Curtis ....... Bully
- Pete Smith ....... Dooley
- George Henare ....... Bennett
- Mere Boynton ....... Mavis
- Shannon Williams ....... Toot
- Calvin Tuteao ....... Taka
- Ray Bishop ....... Rei Hitter
- Ian Mune ....... Juiz